# كينان كرامان
كينان كرامان (5 مارس 1994 بشتوتغارت في ألمانيا - ) هو لاعب كرة قدم تركي وألماني في مركز الهجوم. شارك مع منتخب تركيا تحت 18 سنة لكرة القدم ومنتخب تركيا تحت 19 سنة لكرة القدم ومنتخب تركيا تحت 20 سنة لكرة القدم ومنتخب تركيا تحت 21 سنة لكرة القدم. أما مع النوادي، فقد لعب مع نادي هوفنهايم وهانوفر 96.

## وصلات خارجية
- كينان كرامان على موقع الاتحاد الدولي (مؤرشف)  (الإنجليزية)
- كينان كرامان على موقع الاتحاد الأوربي (الإنجليزية)
- كينان كرامان على موقع اتحاد تركيا (لاعب) (الإنجليزية)
- كينان كرامان على موقع قاعدة بيانات كرة القدم.إي يو (الإنجليزية)
- كينان كرامان على موقع بيانات كرة القدم. دي إي (الألمانية)
- كينان كرامان على موقع ناشيونال فوتبول تيمز (الإنجليزية)
- كينان كرامان على موقع Soccerway.com (الإنجليزية)
- كينان كرامان على موقع عالم كرة القدم.نت (الإنجليزية)
- كينان كرامان على موقع AS.com (الإسبانية)